# پاف (مبلمان)

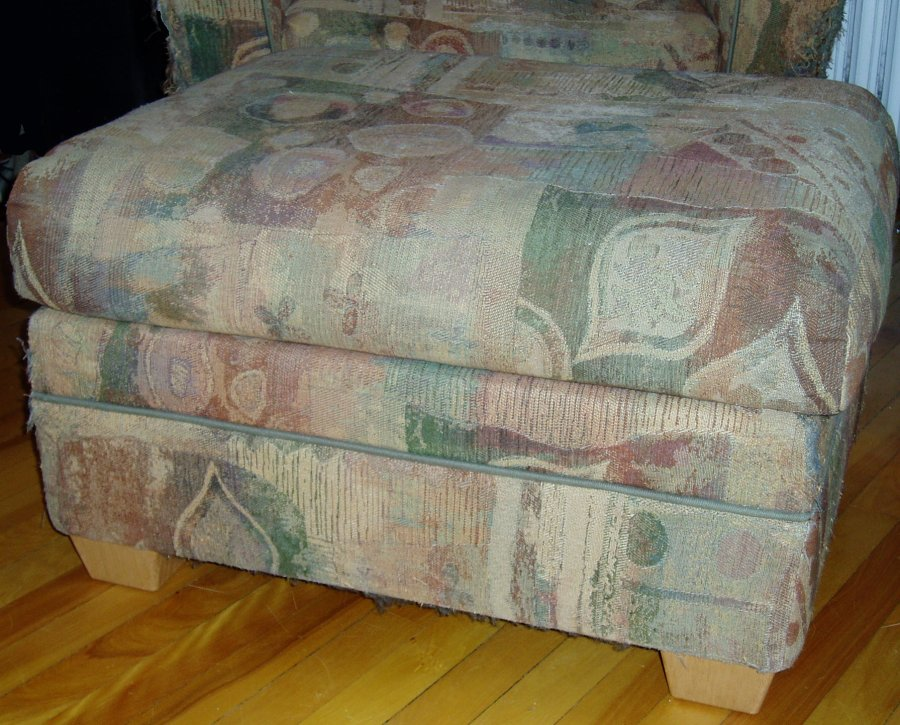
پاف به سبک عثمانی

پاف (به فرانسوی: Pouf)، یا عثمانی (به انگلیسی: Ottoman)، نوعی مبل است. عموماً پافها فاقد تکیه‌گاه پشتی و تکیه‌گاه بازو (آرنج) هستند. آن‌ها ممکن است یک کاناپهٔ روکش‌دار کم ارتفاع یا یک نیمکت کوچک کوسن‌دار باشند که به عنوان میز، چهارپایه یا زیرپایی استفاده می‌شوند. پاف ممکن است دارای لولاها و درپوشی برای حفره‌ای داخلی باشد که به عنوان مکانی برای نگهداری ملحفه‌ها، مجلات یا سایر اقلام، مورد استفاده قرار گیرد که آن را به نوعی از مبلمان ذخیره‌سازی تبدیل می‌کند. نسخهٔ کوچکتر معمولاً در نزدیکی صندلی راحتی یا مبل به عنوان بخشی از دکوراسیون اتاق نشیمن قرار می‌گیرد، یا ممکن است به عنوان یک نشیمنِِ کنار آتش استفاده شود.
زیرپایی‌های عثمانی اغلب به عنوان مبلمان هماهنگ با صندلی دسته‌دار، صندلی راحتی، کاناپه یا گلایدر فروخته می‌شوند. نام‌های دیگر این قطعه مبلمان عبارتند از: زیرپایی (به انگلیسی: Footstool), هاسوک (به انگلیسی: Hassock) (به معنی: بالش زیر زانویی)، و اسامی به گویش قدیمی، هامپتی (به گویش نیوفاندلندی: Humpty), تامپتی (به گویش شراپ‌شری: Tumpty).

## تاریخچه
پاف اصطلاحی با منشأ فرانسوی است که برای نشان دادن عناصری از سالن نشیمن که برای لم دادن یا استراحت دادن به پاها در نظر گرفته شده، استفاده می‌شود. این عنصر می‌تواند به فرم متوازی‌السطوح کلاسیک، به فرم کیسه یا طبق آخرین پیشرفت‌ها به شکل تشک باشد که می‌تواند به عنوان تخت نیز استفاده شود.
ریشهٔ عثمانی به شیوه‌های چیدمان اثاثیه در امپراتوری عثمانی در ترکیه امروزی باز می‌گردد، جایی که بخش مرکزی نشیمن‌گاه مسکونی بود، که عموماً به‌ عنوان یک سکوی چوبی کم ارتفاع طراحی می‌شد که برای انباشته شدن کوسن‌ها طراحی شده بود. ابتدا به عنوان مبلمان مقطعی که در اطراف سه دیوار یک اتاق پیچیده شده بود، توسعه یافت، قبل از اینکه به نسخه‌های کوچکتر تبدیل شود که در گوشه یک اتاق قرار می‌گیرند یا صندلی‌های دایره‌ای شکل که یک ستون یا تیر را در یک اتاق عمومی احاطه می‌کنند.
عثمانی سرانجام در اواخر سدهٔ هجدهم میلادی از امپراتوری عثمانی به اروپا آورده شد و نام آن را از محل پیدایش آن نامگذاری کردند. اولین نمونهٔ شناخته شدهٔ استفاده از نام عثمانی در فرانسه در سال ۱۷۲۹ میلادی است. اولین استفادهٔ ثبت شدهٔ شناخته شده در زبان انگلیسی در یکی از کتابهای یادداشت توماس جفرسون از سال ۱۷۸۹ میلادی نگارش شده: «[پرداخت]. برای عثمانی از مخمل‌های اوترخت».
در طول نسل‌های بعدی، عثمانی به یک قطعهٔ معمولی از مبلمان اتاق خواب تبدیل شد. عثمانی‌های اروپایی در اندازهٔ کوچکتر از عثمانی سنتی ترک استانداردسازی شدند و در سدهٔ نوزدهم میلادی شکل دایره‌ای یا هشت ضلعی به خود گرفتند. صندلی در مرکز توسط بازوها یا توسط یک ستون مرکزی و پر شده که ممکن است یک گیاه یا مجسمه را در خود جای دهد تقسیم می‌شد. نشیمن‌های لولایی نیز ظاهر شدند تا از فضای داخل عثمانی برای نگهداری وسایل استفاده شود.
زیرپایی عثمانی، یک قطعهٔ مبلمان نزدیک به هم، یک زیرپایی روکش‌دار روی چهارپایه بود که می‌توانست به‌عنوان نشیمن کنار آتش، نشیمن‌گاهی که با فرش، گل‌دوزی یا مهره‌کاری پوشانده می‌شود، استفاده شود. در سدهٔ بیستم میلادی، کلمهٔ عثمانی هر دو شکل را در بر می‌گرفت.
در طول سال‌ها، آن‌ها اصلاح و تغییر یافته‌اند و در حال حاضر در اشکال مختلف، در تمامی اندازه‌ها و در متنوع‌ترین مواد موجود هستند.

## پاف کیسه لوبیا

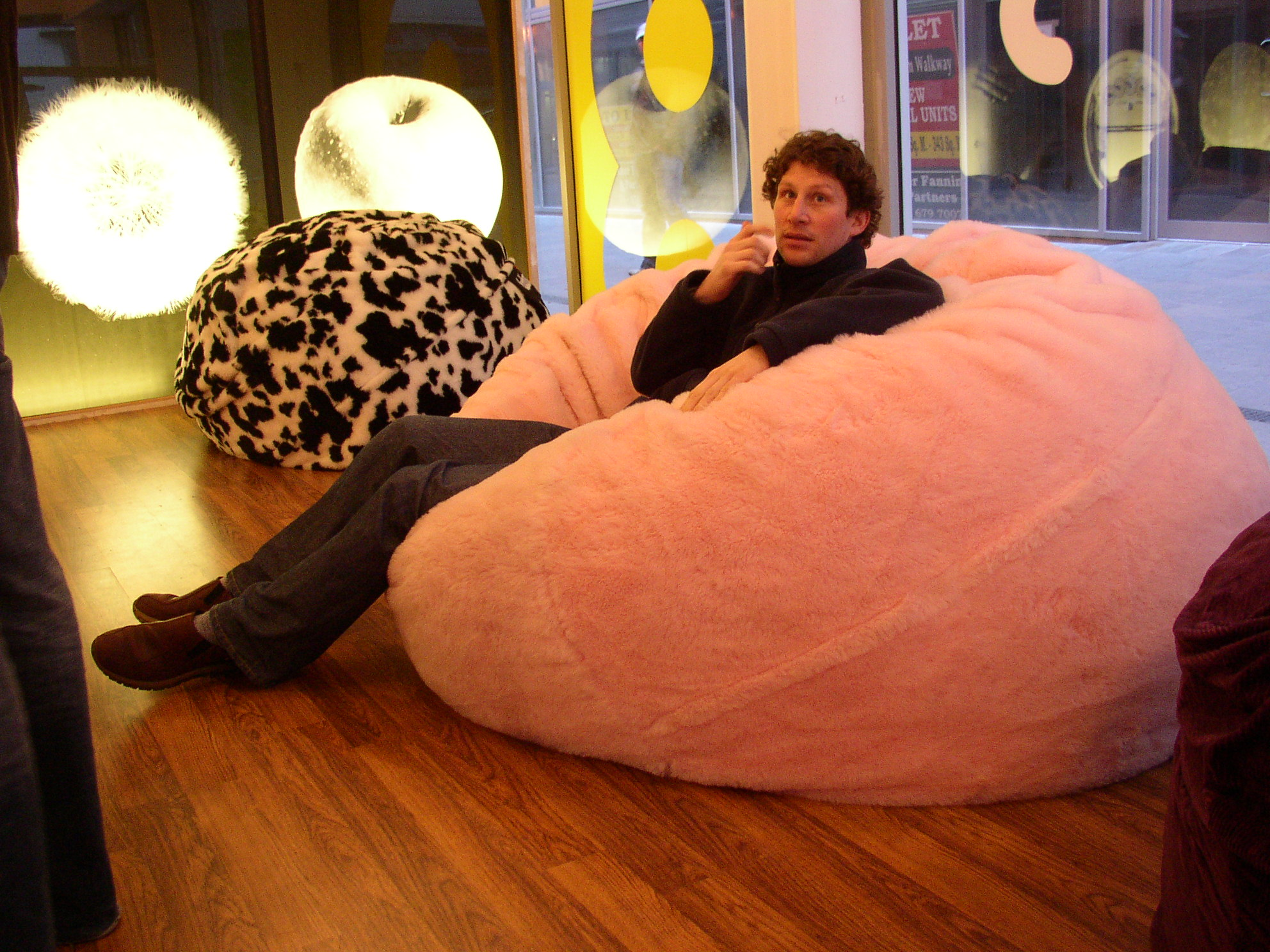
پاف کیسه لوبیا

آن‌ها اخیراً به یک عنصر طراحی واقعی برای فضای داخلی و خارجی تبدیل شده‌اند: در استودیوها، دفاتر، یا برای تنظیم محیط برای سمینارها، کنفرانس‌ها و کارگاه‌ها استفاده می‌شود. راحت و همه‌کاره هستند و به شما امکان می‌دهند بسته به موقعیت بنشینید، دراز بکشید یا لم بدهید.
پاف کلاسیک از پی‌وی‌سی ساخته شده است، ماده‌ای قابل شستشو که بسیار شبیه پلاستیک است که باعث می‌شود پاف در برابر آب مقاوم باشد و اجازه می‌دهد آن را در فضای باز قرار دهید. نسخه‌هایی از چرم (بسیار گران) یا مواد جایگزین چرم، سازگار با محیط زیست و ارزان‌تر نیز وجود دارد.